# Julius Peppers
Julius Frazier Peppers (nascido em 18 de janeiro de 1980) é um ex-jogador de futebol americano que jogava como defensive end no Carolina Panthers da National Football League (NFL). Ele jogou futebol americano universitário em Universidade Estadual da Carolina do Norte, onde foi reconhecido como um All-American unânime.
Ele foi selecionado na segunda escolha geral do Draft de 2002 pelo Carolina Panthers. Peppers também jogou no Chicago Bears de 2010 a 2013 e no Green Bay Packers de 2014 a 2016.
Peppers foi nomeado para o Pro Bowl nove vezes e pro primeiro e segundo time All-Pro três vezes cada. Em sua temporada de estreia, ele foi nomeado o Novato Defensivo do Ano, onde gravou 12 sacks, cinco fumbles forçados e uma interceptação, tudo isso em apenas 12 jogos. Ele também foi nomeado para a NFL 2000s All-Decade Team.
Em 2019, decidiu se aposentar após dezessete temporadas na liga. Em 2024, Peppers foi selecionado para inclusão no Hall da Fama do Futebol Americano Profissional.

## Primeiros anos
Peppers nasceu em Wilson, Carolina do Norte, e cresceu na vizinha Bailey. Ele primeiro frequentou a Hunt High School, mais tarde, ele freqüentou a Fike High School e depois transferiu-se para a Southern Nash High School.
Quando ele estava no último ano da Southern Nash Senior High School, Peppers tinha 1,96 m e 102 kg. Ray Davis, o treinador de Southern Nash, achava que o Peppers seria um trunfo para o time, apesar do fato de Peppers nunca ter jogado futebol americano antes. Durante sua carreira no ensino médio, Peppers jogou como running back e como jogador de linha defensiva, ele terminou sua carreira com 3.501 jardas e 46 touchdowns, e foi um dos mais perigosos do estado. 
Ele também jogou basquete e foi eleito como um dos melhores Ala-pivô por quatro anos consecutivos. Em 1998, Southern Nash ganhou o campeonato estadual de atletismo pela primeira vez na história da escola e Peppers contribuiu como velocista, conquistando o campeonato estadual no revezamento 4×400 metros (3: 23.10 minutos) e terminando em segundo lugar no salto triplo (14.05 metros). 
Durante seu último ano (1997-98), ele foi nomeado para a equipe All-America da High School da revista Parade no futebol americano e também foi nomeado Atleta Masculino do Ano pela North Carolina High School Athletic Association. Em 2005, Peppers foi nomeado pelo jornal Rocky Mount Telegram como um dos 50 maiores atletas da região de Twin County.

## Carreira na Faculdade
Peppers frequentou a Universidade da Carolina do Norte, onde jogou como defensive end no time de futebol americano, North Carolina Tar Heels de 1998 a 2001. Ele liderou a nação com 15 sacks durante sua segunda temporada (2000) e foi selecionado para o primeiro time All-Atlantic Coast Conference (ACC) e pro segundo time All-American honors. Depois de sua terceira temporada em 2001, ele foi selecionado para o primeiro-time All-ACC e foi reconhecido como um All-American unânime. Ele também ganhou o Prêmio Chuck Bednarik como o Melhor Jogador Defensivo do país, o Lombardi Award e o Bill Willis Trophy como o Melhor Jogador da Linha Defensiva.
Em três temporadas na Carolina do Norte, Peppers foi titular em 33 dos 34 jogos. Ele está atualmente em segundo lugar na história da UCN com 30,5 sacks. Ele acumulou 53 tackles atrás da linha de scrimmage, 167 tackles, 5 interceptações, 2 recuperações de fumble, 5 fumble forçados, 13 passes desviados, 2 interceptações retornadas para touchdown e 1 recuperação de fumble para touchdowns. 

### Basquete
Enquanto estava na Universidade da Carolina do Norte, Peppers também foi membro da equipe de basquete. Ele foi reserva na equipe nas temporadas 1999-2000 e 2000-01.
No Torneio da NCAA, Peppers marcou 21 pontos e pegou 10 rebotes na derrota para Penn State na segunda rodada. Após a temporada, Peppers decidiu se concentrar apenas no futebol americano e não jogou basquete em sua temporada final.

### Prêmios e Honras
- Sporting News Calouro All-American (1999)
- Primeiro-Time All-ACC (2000)
- Segundo-Time da Associated Press All-American (2000)
- Segundo-Time All-American Football News (2000)
- Líder em sacks da Divisão I-A (2000)
- Primeiro-Time All-ACC (2001)
- Consensual Primeiro-Time All-American (2001)
- Finalista do Troféu Bronko Nagurski (2001)
- Prêmio Chuck Bednarik (2001)
- Troféu Bill Willis (2001)
- Prêmio Lombardi (2001)

## Carreira profissional
Peppers foi uma perspectiva altamente considerada para o draft de 2002, ganhando comparações com o membro do Hall of Fame, Lawrence Taylor. Peppers acabaria sendo selecionado como número 2 no Draft de 2002 pelo Carolina Panthers.
| 1.99 m             | 128 kg | 0.87 m | 0,25 m | 4.68 s |
| números do Combine |        |        |        |        |

### Carolina Panthers

#### Temporada de 2002
Em 8 de setembro de 2002 contra o Baltimore Ravens, Peppers jogou seu primeiro jogo da carreira no qual ele causou impacto imediato ao desviar um passe do quarterback Chris Redman, que foi interceptado pelo linebacker Dan Morgan que teve uma corrida de 22 jardas para garantir a vitória dos Panthers por 10-7.
Em 15 de setembro de 2002 contra o Detroit Lions, Julius Peppers teve três sacks e um fumble forçado. Peppers também teve cinco tackles e um passe desviado. O jogo acabou sendo uma goleada de 31-7.
Mais tarde naquela temporada, em uma derrota por 14-13 contra o Dallas Cowboys na semana 6, Julius Peppers teve uma performance monstruosa com 3 tackles, 3 sacks, 1 fumble forçado, 1 passe defendido e uma interceptação que ele retornou 21 jardas. Peppers teve seu segundo jogo com três sacks no ano, empatando o recorde de novatos da NFL de Leslie O'Neal, do San Diego Chargers, em 1986.
Peppers terminaria sua temporada de estreia com 28 tackles solo, 7 tackles assistidos, 12 sacks, 5 fumbles forçados, 1 interceptação e 5 passes desviados. Por seus esforços, Peppers ganhou o prêmio de Novato do Mês em outubro de 2002 e o prêmio de Defensor do Ano da Associated Press em 2002. 
Com quatro jogos restantes na temporada, Peppers foi suspenso por violar a política de abuso de substâncias da NFL por tomar um suplemento dietético proibido. Peppers disse que recebeu um suplemento dietético de um amigo para ajudá-lo a combater a fadiga. As pílulas continham uma substância efedrina que foi proibida pela NFL. Peppers disse que foi um erro de sua parte e que ele seria mais cauteloso no futuro.

#### Temporada de 2003
Na segunda temporada de Peppers, ele fez parte de uma linha defensiva que também incluiu Brentson Buckner, Kris Jenkins e Mike Rucker. Juntos, eles seriam uma peça chave que ajudaria os Panthers a alcançar o Super Bowl. Peppers terminaria a temporada com 37 tackles individuais, 7 tackles assistidos, 7 sacks, 3 fumbles forçados, 3 passes defendidos e 1 chute bloqueado.
No Wild Card contra o Dallas Cowboys, Peppers faria algumas jogadas de destaque. No quarto quarto, quando os Cowboys tentavam virar o jogo, Peppers interceptou o quarterback de Dallas, Quincy Carter, e retornou 34 jardas até a linha de 11 jardas dos Cowboys. Peppers registrou 1 tackle, 1 interceptação e 1 passe desviados no jogo. Os Panthers venceram o jogo por 29-10.
No Divisional Round contra o St. Louis Rams, Peppers novamente teve um belo desempenho, registrando um sack, 2 passes defendidos e 4 tackles. O jogo foi para um prorrogação dupla e os Panthers venceram por 29-23.
Na semana seguinte, na final da NFC contra o Philadelphia Eagles, Peppers teve 2 tackles e ajudou a liderar um desempenho defensivo dominante dos Panthers, ao segurar os Eagles em apenas 3 pontos. Eles ganhariam o jogo por 14 a 3.
Os Panthers alcançariam o Super Bowl pela primeira vez na história da franquia e enfrentaram o New England Patriots, o jogo foi muito emocionante com as duas equipes alternando na liderança do placar. Peppers teve 2 tackles e pressionou o quarterback de New England, Tom Brady, durante todo o jogo. Os Panthers acabaram perdendo o jogo por 32-29.
Peppers e Donovan McNabb foram as únicas pessoas que jogaram tanto no Final Four da NCAA e no Super Bowl da NFL.

#### Temporada de 2004
Em 2004, Peppers teve a sua melhor temporada. Em um jogo contra o Denver Broncos em 10 de outubro de 2004, ele interceptou o passe do quarterback Jake Plummer e retornou para 97 jardas, o que era um recorde da NFL para jogador da linha defensiva. A jogada foi uma incrível demonstração de habilidade atlética e mostrava o quão especial era Peppers. Nesse jogo, ele teve 4 tackles, 1 interceptação e 1 passe defendido em uma derrota por 17-20.
Em um jogo contra o Tampa Bay Buccaneers na semana 12, Peppers produziu um dos desempenhos mais dominantes da temporada da NFL, bloqueando um Field Goal de 26 jardas, registrando um retorno de interceptação de 46 jardas para um touchdown, que foi o primeiro da carreira de Peppers. Também foi a primeira interceptação para touchdown de um jogador de linha defensiva da história do Carolina Panthers. Ele também registrou 1 passe desviado, 1 sack e 4 tackles. Os Panthers derrotariam os Bucs por 21-14.
Peppers também faria uma jogada memorável na semana 15 contra o Atlanta Falcons, no Saturday Night em 18 de dezembro de 2004, Peppers recuperou um fumble do quarterback, Michael Vick, e correu 60 jardas para um touchdown. Peppers perseguiu Michael Vick por todo o campo durante o jogo e teve 3 tackles e 1 passe desviado. Peppers também se alinharia como um wide receiver e pegaria um passe, que se jogado com mais precisão pelo quarterback, Jake Delhomme, teria resultado em um touchdown. Foi um jogo muito disputado com os Falcons, mas os Panthers perderiam no final por um placar de 34-31.
Peppers estabeleceu um recorde da NFL registrando 143 jardas de retorno de interceptação, que é o maior número registrado em uma única temporada por um jogador de linha defensiva. Ele também teve um combinado de 203 jardas de interceptação e fumble, o que foi maior para um jogador de linha defensiva desde a temporada da fusão da NFL em 1970.
Peppers terminaria a temporada com 52 tackles individuais, 12 tackles assistidos, 11 sacks, 4 fumble forçado, 1 fumble recuperado, 2 interceptações, 9 passes desviados, 1 chute bloqueado e 2 touchdowns defensivos.
Por suas conquistas, Peppers foi nomeado para o seu primeiro Pro Bowl, ao mesmo tempo que ganhou um lugar no Primeiro-Time All Pro da NFL. Peppers também seria nomeado o Jogador Defensivo do Mês da NFC em novembro de 2004 e terminou em quarto lugar na votação pela Associated Press para o Prêmio de Jogador Defensivo do Ano. Ele também seria nomeado o Jogador de Defesa da NFC pelo Comitê de Kansas City, bem como o jogador de linha defensiva do ano da NFL Alumni.

#### Temporada de 2005
Peppers quebrou um osso na mão direita no sexto jogo da temporada contra o Lions, mas voltaria ao jogo e ajudaria os Panthers a vencerem por 21-20. Ele jogaria os próximos jogos com um molde em sua mão.
Peppers iria ter dois jogos com 3 sacks durante a temporada, um contra o Tampa Bay Buccaneers na semana 9, em que além de seus 3 sacks, também registrou 5 tackles. Seu outro jogou com 3 sacks veio contra o Dallas Cowboys na semana 16, neste jogo Peppers também registrou 8 tackles, 1 passe desviado e 1 chute bloqueado. Os Panthers perderiam o jogo por 20-24.
Na temporada, Peppers registrou 38 tackles individuais, 12 tackles assistidos, 10,5 sacks, 2 fumbles forçados, 1 fumble recuperados, 6 passes desviados e 1 chute bloqueado. Peppers fez seu segundo Pro Bowl nessa temporada.
No wild card dos playoffs, Peppers enfrentou o ataque do New York Giants que ficou em terceiro lugar na NFL em pontos por jogo. Os Giants conseguiram apenas 132 jardas de ataque. Os Panthers se tornaram a primeira equipe a registrar um jogo sem ceder pontos fora de casa nos playoffs desde 1980, quando o Los Angeles Rams conseguiu uma vitória por 9-0 em Tampa Bay (1 de maio de 1980) na Final da NFC de 1979. O técnico dos Panthers, John Fox, preparou Carolina para tudo o que New York tentou, fazendo com que Eli Manning tivesse quatro turnovers e sofresse quatro sacks. Panthers ganhou por 23-0 e Peppers contribuiu com 2 tackles, 1 sack e 1 passe desviado.
Na Final da NFC contra o Seattle Seahawks, Peppers jogou com um ombro machucado e mesmo assim teve 6 tackles. Os Panthers perderam o jogo por 34-14 e perderam a chance de jogar no Super Bowl.

#### Temporada de 2006
Peppers voltaria a ter dois jogos de três sacks durante a temporada de 2006, seu primeiro jogo foi contra o Minnesota Vikings na semana 2, no qual ele teve 8 tackles, 3 sacks, 1 passe desviado e 1 chute bloqueado.
Na semana 6 contra o Baltimore Ravens, Peppers se tornou o jogador com mais sacks da história dos Panthers depois de registrar 2 sacks durante o jogo. Peppers também teve 8 tackles e um fumble forçado em mais um jogo que Peppers foi o jogador de defesa mais dominante na NFL.
Na semana 10 contra Tampa Bay Buccaneers, Peppers registrou 4 tackles, 3 sacks, 1 passe desviado e uma recuperação de fumble para ajudar na vitória por 24–10. Peppers foi tão dominante nesse jogo que Joe Theismann, analista da ESPN Monday Night Football, o comparou ao Linebacker do Hall da Fama Lawrence Taylor. Taylor terminou a carreira de Theismann quando quebrou a perna direita dele durante um Monday Night Football em 1985.
Peppers ganhou o Prêmio de Jogador Defensivo do Mês da NFC no mês de outubro de 2006. Peppers terminou a temporada com 49 tackles solo, 9 tackles assistidos, 13 sacks, 3 fumbles forçados, 2 recuperações de fumble, 6 passes desviado e 2 chutes bloqueados. Por seus esforços, Peppers ganhou uma seleção para o seu terceiro Pro Bowl consecutivo e também foi nomeado como Primeiro-Time All Pro, pela segunda vez em sua carreira.

#### Temporada de 2007
Após a aposentadoria do safety Mike Minter, Peppers foi nomeado como o capitão defensivo dos Panthers. Peppers teve uma temporada ruim em 2007, tendo 30 tackles solo, 8 tackles assistidos, 2.5 sacks, 2 recuperações de fumble, 1 interceptação, 5 passes desviados e 2 chutes bloqueados.
Antes do início da temporada, Peppers sofreu de uma doença não revelada e perdeu peso, ele também perdeu os dois últimos jogos da temporada por causa de uma LCM do joelho direito.

#### Temporada de 2008

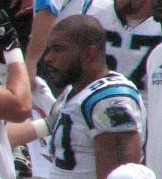
Peppers em 2008

A temporada de 2008 foi um ano de recuperação para Peppers, que voltou ao seu habitual domínio depois de ter 14,5 sacks. Peppers mudaria do lado esquerdo para o lado direito antes da temporada, que era a posição que ele jogou na Universidade da Carolina do Norte. 
O melhor desempenho de Peppers na temporada veio contra o Oakland Raiders na Semana 10, ele teve 7 tackles, 3 sacks, 2 fumbles forçados e 1 passe desviado, os Panthers venceram por 17-6. Ele ganharia seu segundo prêmio de Jogador Defensivo da Semana da NFC depois desse jogo.
Peppers terminou a temporada com 40 tackles solo, 11 tackles assistidos, 14,5 sacks, 5 fumbles forçados, 5 passes desviados e 1 chute bloqueado. Após a temporada, Peppers foi selecionado mais uma vez para o Pro Bowl, o quarto de sua carreira. Ele também foi eleito para o Segundo-Time All Pro.
Os Panthers foi para os playoffs mas perderam na Divisional Round para o Arizona Cardinals por 33-13.
Em 16 de janeiro de 2009, a ESPN informou que Peppers disse a Chris Mortensen, da ESPN, que ele não pretendia assinar um contrato de longo prazo com os Panthers e gostaria de ir para outra equipe. Ele também expressou a vontade de jogar como Defensive End ou Outside Linebacker. No entanto, apesar de seu pedido, os Panthers ativaram o Franchise Tag em seu contrato em 19 de fevereiro.

#### Temporada de 2009
A temporada de 2009 seria a última de Peppers como jogador dos Panthers. Peppers começou bem a temporada com 5 tackles, 1 sack, 1 fumble forçado, 1 passe desviado e 1 chute bloqueado na semana 1, na derrota por 38-10 contra o Philadelphia Eagles. Mas Peppers não teve sacks durante os próximos dois jogos contra Atlanta Falcons e Dallas Cowboys, ambas os jogos terminaram com derrota para os Panthers e eles começaram com um recorde de 0-3, fazendo com que o linebacker dos Panthers, Jon Beason, questionasse a intensidade de Peppers em um programa de rádio em Charlotte, Carolina do Norte. Beason admitiria mais tarde que estava errado ao dizer isso sobre Peppers e disse que achava que ele era um dos melhores jogadores da NFL.
Peppers se recuperou na semana 5 contra o Washington Redskins ao ter 5 tackles e 2 sacks. Peppers ajudou os Panthers a chegar a sua primeira vitória na temporada por 20-17. Na semana 8, em uma vitória por 34-21 contra o Arizona Cardinals, Peppers registrou 2 tackles, 1 sack, 1 fumble forçado, 1 interceptação para um touchdown de 13 jardas e 1 passe desviado. Ele ganhou o seu terceiro prêmio de Jogador Defensivo da Semana da NFC. Na semana 9, em uma derrota por 30-20 contra o New Orleans Saints, Peppers quebrou a mão direita, mas continuou a jogar com um molde em sua mão ao longo dos próximos jogos.
Na semana 17, em uma vitória por 23-10 contra o New Orleans Saints no Bank of America Stadium em Charlotte, Carolina do Norte, Julius Peppers jogou seu último jogo no Carolina Panthers, ele registrou 3 tackles, 1 interceptação e 1 passe desviado. 
Peppers terminou a temporada com 36 tackles solo, 6 tackles assistidos, 10,5 sacks, 5 fumbles forçados, 1 fumble recuperado, 2 interceptações, 5 passes desviado, 1 chute bloqueado e 1 touchdown defensivo. Peppers foi votado para o seu quinto Pro Bowl e também foi selecionado para o Segundo-Time All Pro.
Em 22 de fevereiro de 2010, Adam Schefter relatou que Peppers estaria livre para buscar um contrato com outra equipe.

### Chicago Bears

#### Temporada de 2010
Em 5 de março de 2010, o Chicago Bears assinou com Peppers um contrato de seis anos no valor de US $ 91,5 milhões, com US $ 42 milhões garantidos nos primeiros três anos. Peppers causou um impacto imediato na semana 1 contra o Detroit Lions ao sacar o quarterback Matthew Stafford e forçar um fumble com 29 segundos para o final do primeiro tempo.
Na semana 3 contra os Packers no Monday Night Football, Julius Peppers registrou apenas dois tackles, mas foi um tormento para a linha ofensiva dos Packers e pro Quarterback Aaron Rodgers durante todo o jogo, forçando múltiplas faltas e penalidades e correndo atrás de Rodgers durante todo o jogo. Peppers também bloqueou um field goal que seria a diferença do jogo, com os Bears derrotando os Packers por 3 pontos, com o resultado final sendo 20-17.
Na semana 5, Peppers jogou contra seu ex-time, o Carolina Panthers, um jogo no qual ele e os Bears venceram por 23-6. Sua maior jogada do jogo foi uma interceptação de Jimmy Clausen, Peppers levantou seu dedo indicador aos lábios e fez o gesto para calar a torcida. Peppers terminou o jogo com 4 tackles, 1 interceptação e 1 passe desviado.
Na semana 11 contra o Miami Dolphins, Peppers gravou sua primeira performance de três sacks como jogador do Chicago Bears, ele terminou o jogo com 6 tackles, 3 sacks e 1 passe desviado que foi interceptado. Ele ganhou o prêmio de Jogador Defensivo da Semana da NFC por seus esforços. Peppers também ganharia o prêmio de Jogador Defensivo do Mês da NFC em novembro de 2010, tornando-se a terceira vez em sua carreira que ele ganhou o prêmio.
Peppers terminou a temporada com 43 tackles solo, 11 tackles assistidos, 8 sacks, 3 fumbles forçados, 2 interceptações, 9 passes desviados e 1 chute bloqueado. Julius foi eleito para o seu sexto Pro Bowl e foi nomeado pela terceira vez para All-Team All Pro. Peppers também terminou em quarto lugar na votação para o Prêmio de Jogador Defensivo do Ano, que foi conquistado pelo safety do Pittsburgh Steelers, Troy Polamalu.
Peppers ajudou o time a chegar aos playoffs pela primeira vez desde a temporada de 2006. Os Bears ganharam do Seattle Seahawks no Divisional Round por 35-24. Peppers e os Bears perderam para o Green Bay Packers na Final da NFC por 21-14.
"Embora Peppers tivesse apenas oito sacks este ano, ele teve um impacto enorme em uma defesa que saiu do 21º lugar na liga em pontos permitidos em 2009 para o quarto deste ano; ele zumbe em torno do quarterback. Ele faz outros caras serem melhores." -Peter King, Escritor de Esportes

#### Temporada de 2011
Peppers melhorou seus números em 2011, sendo titular em todos os 16 jogos e liderando a defesa dos Bears com 11 sacks, apesar de jogar durante a maior parte da temporada com uma lesão muscular no joelho esquerdo que ele lesionou na semana 5 contra o Detroit Lions. Mesmo com a lesão, Peppers teve 33 tackles individuais, 4 tackles assistidos, 11 sacks, 2 recuperações de fumble, 4 passes desviado e 2 chutes bloqueados. Peppers foi premiado com seu quarto prêmio de Jogador Defensivo do Mês da NFC no mês de novembro.
Na semana 17 contra os Vikings, Peppers foi premiado com 0,5 de um saque pela liga, dando a ele seu centésimo sack da carreira, fazendo dele o vigésimo oitavo jogador da história da NFL a conquistar essa marca. Por seus esforços Peppers foi eleito para o Pro Bowl (o sétimo de sua carreira).

#### Temporada de 2012
Durante a temporada de 2012, Peppers jogou com uma fasciite plantar, mesmo assim, ele fosse capaz de ter 11,5 sacks na temporada, tornando-se o primeiro jogador dos Bears a registrar dez sacks ou mais em anos consecutivos desde Rosevelt Colvin e o primeiro jogador dos Bears a registrar pelo menos 11 sacks em duas temporadas consecutivas desde Richard Dent. Peppers também recuperou quatro fumbles, líder empatado no quesito na liga.
Na semana 16, em uma vitória por 28-13 contra Arizona Cardinals, Peppers registrou 5 tackles, 3 sacks, 1 fumble forçado e 1 passe desviado, sendo a nona vez em sua carreira que ele gravou pelo menos três sacks em um jogo. Por seus esforços, Peppers ganhou seu quinto prêmio de Jogador Defensivo da Semana da NFC.
Peppers terminou a temporada com 32 tackles solo, 7 tackles assistidos, 11,5 sacks, 1 fumble forçado, 4 recuperações de fumble, 2 passes desviado e 1 chute bloqueado. Ele foi nomeado para o Pro Bowl de 2013, seu quinto consecutivo e oitavo de sua carreira, e também foi selecionado para o Segundo-Time All-Pro da NFL. Peppers também recebeu o prêmio Bears Brian Piccolo, concedido anualmente ao jogador que melhor exemplifica a coragem, a lealdade, o trabalho em equipe, a dedicação e o senso de humor.
Em 5 de junho de 2013, a Profootballtalk.com nomeou Julius Peppers para o Mount Rushmore do Carolina Panthers como um dos times mais importantes na história da franquia. Em 31 de julho de 2013, a EA revelou que Peppers foi nomeado para o "Madden NFL All-25 Team".

#### Temporada de 2013
Durante o treinamento do Chicago Bears em 2013, Peppers disse que se sentia com 25 anos de idade e que queria ganhar o primeiro Prêmio Deacon Jones, que seria dado ao jogador que lidera a liga em sacks. 
Na 3 semana em um jogo contra o Pittsburgh Steelers, Peppers retornou uma recuperação de fumble de 42 jardas para um touchdown em uma vitória dos Bears por 40-23. Foi a segunda recuperação que Peppers retornou para um touchdown em sua carreira, assim como seu quarto touchdown marcado. Na semana 11 contra o Baltimore Ravens, Peppers registrou 11 tackles e dois sacks na vitória dos Bears na prorrogação por 23–20, dois fumbles forçados, uma recuperação de fumble, uma interceptação, três passagens desviado e um touchdown defensivo.
Peppers terminou a temporada com 31 tackles solo, 14 tackles assistidos, sete sacks, dois fumbles forçados, uma recuperação de fumble, uma interceptação, três passes desviados e um touchdown defensivo.
Em 11 de março de 2014, Peppers foi dispensado pelo Chicago Bears depois que as tentativas de troca-lo não tiveram sucesso.

### Green Bay Packers

#### Temporada de 2014

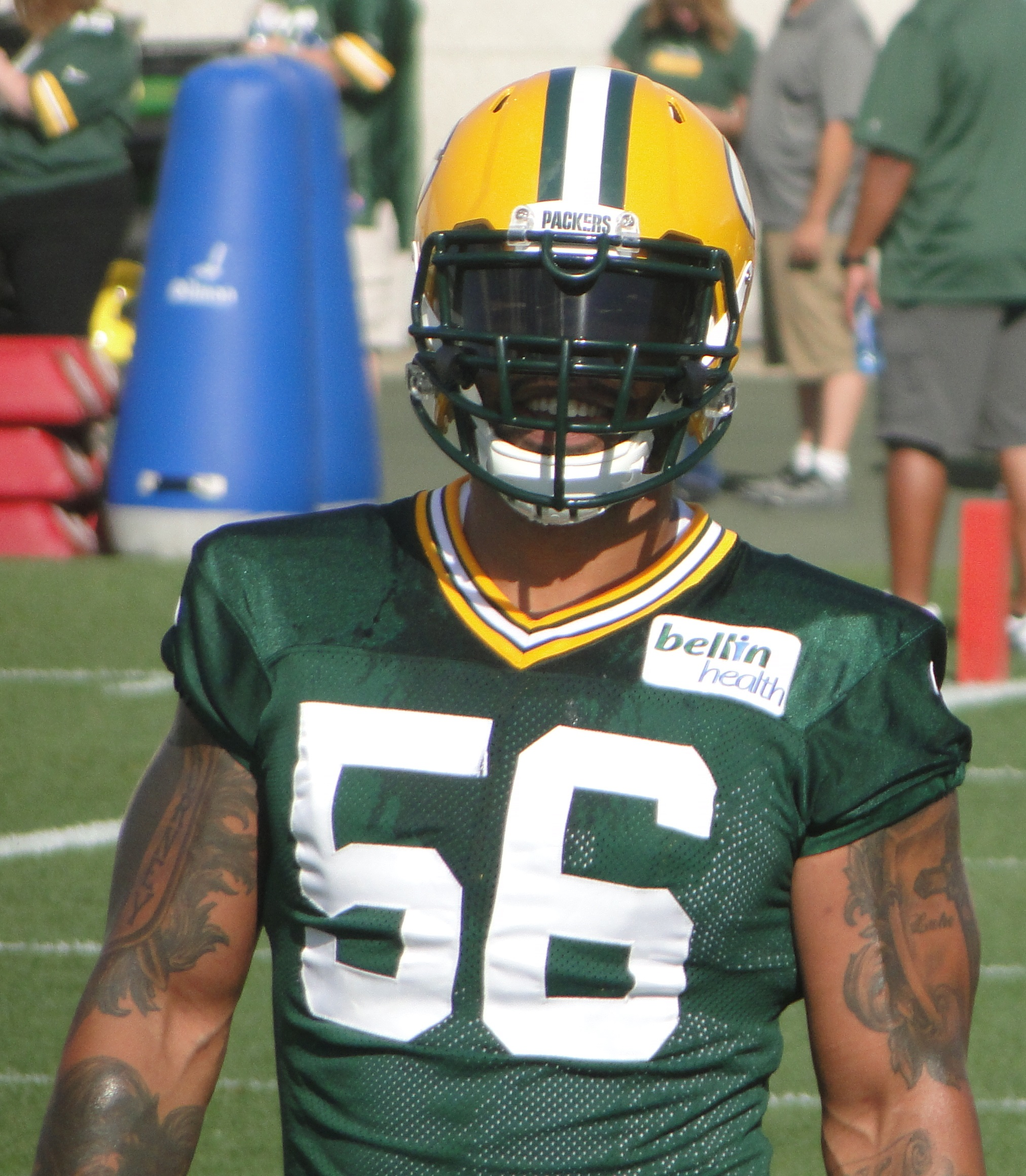
Peppers nos treinos em 2014.

Peppers assinou um contrato de três anos com o Green Bay Packers em 15 de março de 2014. O acordo era no valor de US $ 30 milhões, com US $ 8,5 milhões no primeiro ano e US $ 7,5 milhões garantidos.
Peppers assinou com os Packers porque ele sentiu que tinha uma boa chance de ganhar o Super Bowl. Ele também afirmou que queria jogar em uma defesa versátil durante toda a sua carreira e os Packers executam isso sob o comando de seu coordenador defensivo, Dom Capers. O treinador do Green Bay Packers, Mike McCarthy, disse que Peppers será usado em múltiplas posições. Julius Peppers usava a camisa número 56 em homenagem ao ex-jogador do New York Giants e ao ex-aluno da Carolina do Norte, Lawrence Taylor.
Na semana 3 da temporada, Peppers gravou seu primeiro sack como um jogador do Green Bay Packers e também gravou sua 40ª fumble forçado da carreira e sua 15ª fumble recuperado da carreira no mesmo jogo. Os Packers perderam o jogo para o Detroit Lions por 19-7.
Na semana 5, Peppers registrou sua décima interceptação da carreira e correu 49 jardas para marcar o quinto touchdown de sua carreira. Ao fazer isso, Peppers se tornou o primeiro jogador da história da NFL a registrar pelo menos 100 sacks e 10 interceptações, ele também registrou 3 tackles assistidos, um passe desviado e um 0,5 sack para ajudar os Packers a derrotar o Minnesota Vikings por 42-10. Por seus esforços contra os Vikings, Peppers foi eleito o Jogador Defensivo da Semana da NFC pela sexta vez em sua carreira, empatando com Chris Doleman como os únicos jogadores a ganhar o prêmio com três times diferentes. 
Peppers também se tornou o primeiro jogador desde que os sacks se tornaram uma estatística oficial em 1982 a registrar pelo menos um 0,5 sack e um touchdown de interceptação retorno em três jogos diferentes. Peppers registrou 4 tackles, 2 passes desviado, um sack, fumble forçado e uma recuperação de fumble no mesmo jogo contra o quarterback do Bears, Jay Cutler. Os Packers ganharam por 55-14.
Na semana 11, Peppers registrou 2 tackles e sua 11ª interceptação da carreira, retornando 52 jardas para um touchdown, tornando-se o primeiro jogador da história da NFL a registrar pelo menos 100 sacks e 4 touchdowns de interceptação e retorno. Foi o sexto touchdown da carreira de Peppers, incluindo tanto as interceptações quanto as recuperações de fumble retornadas. Os Packers derrotaram o Philadelphia Eagles por 53–20. 
Peppers terminou a temporada com 29 tackles solo, 15 tackles assistidos, 7 sacks, 4 fumble forçado, 3 recuperações de fumble, 2 interceptações, 2 touchdowns defensivos e 11 passes desviados.

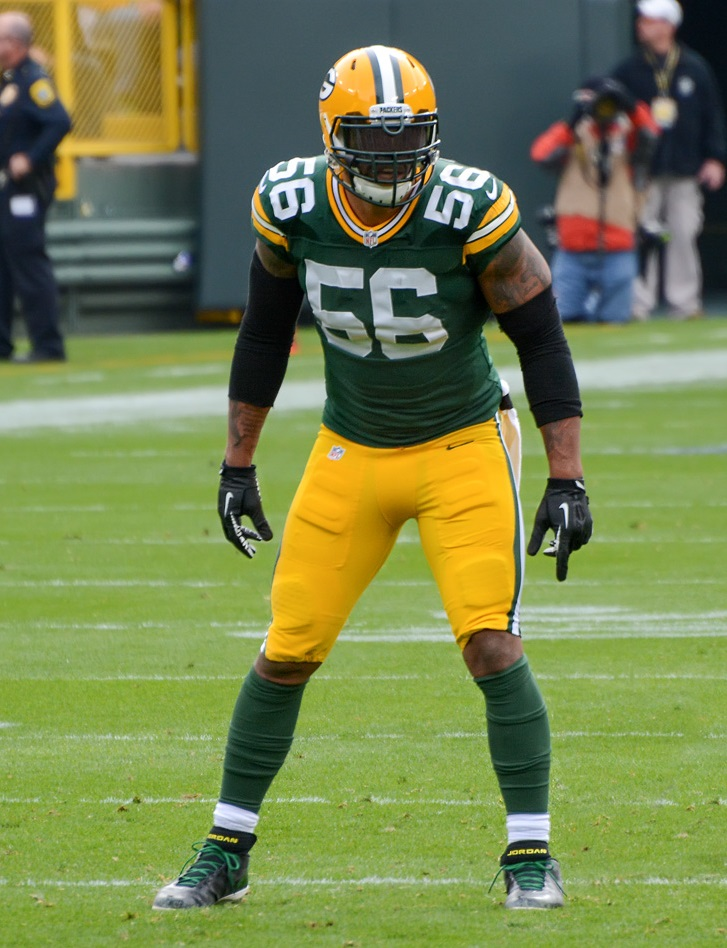
Peppers em 2014

Peppers também ficou em primeiro entre todos os linebackers e jogadores da linha defensiva da NFL com 101 jardas de interceptação.
No Divisional Round dos playoff contra o Dallas Cowboys, Peppers teve uma atuação dominante ao liderar os Packers com 6 sacks no quarterback do Dallas, Tony Romo, forçando um fumble na terceira jogada, e mais tarde forçou um fumble no running back DeMarco Murray no terceiro quarto que o Packers recuperou. Os Packers derrotaram os Cowboys por 26-21.
Os Packers jogaram contra o Seattle Seahawks na Final da NFC. Peppers teria outro desempenho dominante nos playoffs, registrando 5 tackles, 1.5 sacks, 3 hits no quarterback e colocaria muita pressão sobre o quarterback Russell Wilson do Seahawks durante todo o jogo, mas no final os Packers perderia na prorrogação por 28-22.

#### Temporada de 2015
Peppers começou sua décima quarta temporada da NFL contra seu ex-time, o Chicago Bears. Peppers registrou 6 tackles e 1,5 sacks no dia e ao fazer isso derrotou o ex-jogador do Kansas City Chiefs, Derrick Thomas, pela décima quinta maior quantidade de sacks na história da NFL, além de ajudar os Packers a derrotar os Bears por 31-23.
Na semana 15 contra o Oakland Raiders, Peppers registrou 4 tackles e 2,5 sacks que o fizeram passar do ex-jogador do New York Giants, Lawrence Taylor, pela décima maior quantidade de sacks na história da NFL, dando a ele 135 sacks de carreira. Os Packers derrotaram os Raiders por 30–20.
Peppers terminou a temporada com 25 tackles solo, 12 tackles assistidos e 10,5 sacks. Ele também foi selecionado para seu nono Pro Bowl da carreira.
Peppers ajudou os Packers a chegarem aos playoffs e ganharam o Wild Card contra o Washington Redskins por 35-18, ele teve várias pressões de quarterback e 2 tackles no jogo. Na próxima rodada contra o Arizona Cardinals, Peppers teve várias pressões no quarterback e um sack, mas o Packers perderam o jogo na prorrogação por 26-20.

#### Temporada de 2016
Na semana 13, Peppers sacou o quarterback do Houston Texas, Brock Osweiler, entrando na lista dos cinco primeiros da NFL, com 142,5 sacks, passando pelo ex-jogador do New York Giants, Michael Strahan, pelo quinto lugar. Peppers terminou o jogo com 5 tackles e 1 sack, ajudando os Packers a derrotarem os Texans por 21-13. Na semana 15 contra o Chicago Bears, Peppers registrou 4 tackles, um sack, um fumble forçado e uma recuperação de fumble para ajudar os Packers a vencer por um placar de 30-27.
Peppers terminou a temporada com 15 tackles solo, 8 tackles assistidos, 7.5 sacks, 2 fumble forçado, 1 fumble recuperado e 3 passes desviados.
No wild card da NFC contra o New York Giants, Peppers terminou o jogo com 3 tackles, 1 sack e 2 passes desviados ajudando os Packers a derrotar os Giants por 38-13. Peppers ajudou a vencer os Cowboys na semana seguinte, por 34-31, mas os Packers perderam uma semana depois para o Atlanta Falcons na Final da NFC por 44-21.

### Carolina Panthers (Segunda Passagem)

#### Temporada de 2017
Em 10 de março de 2017, Peppers assinou um contrato de um ano para retornar ao Carolina Panthers. Peppers afirmou que, enquanto ele estava longe da Carolina do Norte e do Carolina Panthers, ele percebeu o quanto sentia falta do lugar dizendo "casa é onde está o coração". Ele também disse que sempre quis voltar para os Panthers e reparar as relações com a equipe e os torcedores e dar-lhes outra chance de vê-lo vestindo o uniforme dos Panthers. Peppers recebeu a camisa 90, que foi o mesmo número que ele usou nos primeiros oito anos de sua carreira no Carolina Panthers.
Na semana 4, Peppers ajudou os Panthers a derrotar o New England Patriots por 33-30. Ele gravou 4 tackles e 2 sacks. Peppers foi eleito o Jogador Defensivo da Semana da NFC pela sétima vez em sua carreira. 
Na semana 5, Peppers gravou um sack no quarterback dos Lions, Matthew Stafford, e os Panthers ganharam por 27–24. Na semana 6 contra o Philadelphia Eagles, Peppers registrou seu 150º sack na carreira, tornando-se o quinto jogador na história da NFL a atingir esse marco. Ele também forçou um fumble no mesmo jogo, que lhe deu a marca de 48 fumbles forçados na carreira e empatou com a segunda maior marca de todos os tempors do ex-Defensive End, John Abraham. No entanto, os Panthers perderam por 28-23.
Na semana 8, eles venceram o Tampa Bay Buccaneers e Peppers registrou seu 151º sack, passando por Chris Doleman para se tornar o quarto maior de todos os tempos. Peppers também registrou seu 49ª fumble forçado na mesma jogada, o que o levou à posse exclusiva do segundo lugar na lista de fumble forçado de todos os tempos. O sack também deu a Peppers, 7,5 sacks na temporada, empatando com Bruce Smith no recorde de mais temporadas com pelo menos 7 sacks (15).
Na semana 15 contra o Green Bay Packers, Peppers registrou 0,5 sack no final do quarto período, contra o quarterback, Aaron Rodgers, ajudando os Panthers a vencer por 31-24. O 0,5 sack deu a Peppers, 10 sacks na temporada e 10 temporadas com sacks de dois dígitos, tornando-se apenas o quarto jogador na história da NFL a atingir esse marco. Peppers também se tornou apenas o terceiro jogador na história da NFL com 37 anos ou mais a ter pelo menos 10 sacks em uma temporada. 
Peppers terminou a temporada com 21 tackles individuais, 12 tackles assistidos, 11 sacks, 2 fumbles forçados e 2 recuperações de fumble.
Peppers ajudou os Panthers a ir para os playoffs e enfrentar o New Orleans Saints no wild card. Peppers teve 2 tackles no jogo e os Panthers perderam por um placar de 31–26.

#### Temporada de 2018
Em 14 de Março de 2018, Peppers assinou uma extensão de um ano com as Panthers. Ele atuou em todos os dezesseis jogos, começando metade deles como titular mas fez apenas 22 tackles e cinco sacks. Decidiu se aposentar do futebol americano no fim do ano.

## Vida na aposentadoria
Em 8 de maio de 2019, Peppers foi contratado como assistente especial de operações comerciais do Carolina Panthers. Ele e o wide receiver Muhsin Muhammad foram introduzidos no Hall de Honra dos Panthers em 29 de outubro de 2023.
Em 8 de fevereiro de 2024, Peppers foi selecionado para o Pro Football Hall of Fame, no seu primeiro ano de elegibilidade.

## Estatísticas da carreira na NFL

### Temporada Regular
| Ano            | Time     | Jogos | Jogos | Tackles | Tackles | Tackles | Tackles | Fumbles | Fumbles | Fumbles | Fumbles | Interceptações | Interceptações | Interceptações | Interceptações | Misc | Misc |
| Ano            | Time     | J     | JD    | Comb    | Total   | Ast     | Sack    | FF      | FR      | Jardas  | TD      | Int            | Jardas         | Lng            | TD             | PD   | Sfty |
| -------------- | -------- | ----- | ----- | ------- | ------- | ------- | ------- | ------- | ------- | ------- | ------- | -------------- | -------------- | -------------- | -------------- | ---- | ---- |
| 2002           | CAR      | 12    | 12    | 35      | 28      | 7       | 12.0    | 5       | 0       | 0       | 0       | 1              | 21             | 21             | 0              | 4    | 0    |
| 2003           | CAR      | 16    | 16    | 44      | 37      | 7       | 7.0     | 3       | 0       | 0       | 0       | 0              | 0              | 0              | 0              | 3    | 0    |
| 2004           | CAR      | 16    | 16    | 64      | 52      | 12      | 11.0    | 4       | 1       | 60      | 1       | 2              | 143            | 97             | 1              | 7    | 0    |
| 2005           | CAR      | 16    | 16    | 50      | 38      | 12      | 10.5    | 2       | 1       | 10      | 0       | 0              | 0              | 0              | 0              | 6    | 0    |
| 2006           | CAR      | 16    | 16    | 57      | 48      | 9       | 13.0    | 3       | 2       | 0       | 0       | 0              | 0              | 0              | 0              | 6    | 0    |
| 2007           | CAR      | 14    | 14    | 38      | 30      | 8       | 2.5     | 3       | 2       | 0       | 0       | 1              | 0              | 0              | 0              | 5    | 0    |
| 2008           | CAR      | 16    | 16    | 51      | 40      | 11      | 14.5    | 5       | 0       | 0       | 0       | 0              | 0              | 0              | 0              | 5    | 0    |
| 2009           | CAR      | 16    | 14    | 42      | 36      | 6       | 10.5    | 5       | 1       | 11      | 0       | 2              | 13             | 13             | 1              | 5    | 0    |
| 2010           | CHI      | 16    | 16    | 54      | 43      | 11      | 8.0     | 3       | 0       | 0       | 0       | 2              | 1              | 1              | 0              | 9    | 0    |
| 2011           | CHI      | 16    | 16    | 37      | 33      | 4       | 11.0    | 3       | 2       | 0       | 0       | 0              | 0              | 0              | 0              | 4    | 0    |
| 2012           | CHI      | 16    | 16    | 39      | 32      | 7       | 11.5    | 1       | 4       | 6       | 0       | 0              | 0              | 0              | 0              | 2    | 0    |
| 2013           | CHI      | 16    | 16    | 45      | 31      | 14      | 7.0     | 2       | 1       | 42      | 1       | 1              | 14             | 14             | 0              | 3    | 0    |
| 2014           | GB       | 16    | 16    | 44      | 29      | 15      | 7.0     | 4       | 3       | 2       | 0       | 2              | 101            | 52             | 2              | 11   | 0    |
| 2015           | GB       | 16    | 16    | 37      | 25      | 12      | 10.5    | 2       | 0       | 0       | 0       | 0              | 0              | 0              | 0              | 0    | 0    |
| 2016           | GB       | 16    | 11    | 23      | 15      | 8       | 7.5     | 2       | 1       | 0       | 0       | 0              | 0              | 0              | 0              | 3    | 0    |
| 2017           | CAR      | 16    | 5     | 33      | 21      | 12      | 11.0    | 2       | 2       | 0       | 0       | 0              | 0              | 0              | 0              | 0    | 0    |
| Carreira       | Carreira | 250   | 237   | 693     | 538     | 155     | 154.5   | 49      | 20      | 131     | 2       | 11             | 293            | 97             | 4              | 73   | 0    |
| Fonte: NFL.com |          |       |       |         |         |         |         |         |         |         |         |                |                |                |                |      |      |

### Pós-Temporada
| Ano                               | Time  | Jogos | Jogos | Tackles | Tackles | Tackles | Tackles | Fumbles | Fumbles | Fumbles | Fumbles | Interceptações | Interceptações | Interceptações | Interceptações | Misc | Misc |
| Ano                               | Time  | JT    | JD    | Comb    | Total   | Ast     | Sack    | FF      | FR      | Jardas  | TD      | Int            | Jardas         | Lng            | TD             | PD   | Sfty |
| --------------------------------- | ----- | ----- | ----- | ------- | ------- | ------- | ------- | ------- | ------- | ------- | ------- | -------------- | -------------- | -------------- | -------------- | ---- | ---- |
| 2003                              | CAR   | 4     | 4     | 0       | 0       | 0       | 1.0     | 0       | 0       | 0       | 0       | 1              | 34             | 34             | 0              | 0    | 0    |
| 2005                              | CAR   | 3     | 3     | 0       | 0       | 0       | 1.0     | 0       | 0       | 0       | 0       | 0              | 0              | 0              | 0              | 0    | 0    |
| 2008                              | CAR   | 1     | 1     | 2       | 0       | 2       | 0.0     | 0       | 0       | 0       | 0       | 0              | 0              | 0              | 0              | 0    | 0    |
| 2010                              | CHI   | 2     | 2     | 4       | 4       | 0       | 0.0     | 0       | 0       | 0       | 0       | 0              | 0              | 0              | 0              | 0    | 0    |
| 2014                              | GB    | 2     | 2     | 11      | 5       | 6       | 2.5     | 2       | 0       | 0       | 0       | 0              | 0              | 0              | 0              | 0    | 0    |
| 2015                              | GB    | 2     | 2     | 3       | 2       | 1       | 1.0     | 0       | 0       | 0       | 0       | 0              | 0              | 0              | 0              | 0    | 0    |
| 2016                              | GB    | 3     | 3     | 7       | 4       | 3       | 1.0     | 0       | 0       | 0       | 0       | 0              | 0              | 0              | 0              | 2    | 0    |
| 2017                              | CAR   | 1     | 1     | 2       | 1       | 1       | 0.0     | 0       | 0       | 0       | 0       | 0              | 0              | 0              | 0              | 0    | 0    |
| Total                             | Total | 18    | 18    | 29      | 18      | 11      | 6.5     | 2       | 0       | 0       | 0       | 1              | 34             | 34             | 0              | 2    | 0    |
| Fonte: pro-football-reference.com |       |       |       |         |         |         |         |         |         |         |         |                |                |                |                |      |      |

## Prêmios e Honras
- Novato do Mês da NFL (10/02)
- Novato Defensivo do Ano da NFL de 2002
- Pro Football Weekly  Time  All-Rookie (2002)
- 2004 NFC Jogador Defensivo do Ano
- 2004 NFL Atacante Defensivo do Ano
- 2013 Prêmio Brian Piccolo
- NFL 2000s All Decade Team
- Pro-Football-Reference All 2000s Team
- Clube dos 100 Sacks
- Pro Browl da NFC - 2004, 2005, 2006, 2008, 2009, 2010, 2011, 2012, 2015
- 2004, 2006, 2010 All-Pro Primeiro Time
- 2008, 2009, 2012 All-Pro Segundo Time
- Sete vezes Jogador Defensivo da Semana da NFC (11/13/06, 11 de setembro de 2008, 11 de janeiro de 2009, 11/18/10, 12/23/12, 10 de fevereiro de 2014, 10 de janeiro de 2017)
- Quatro vezes Jogador Defensivo do Mês da NFC (11/2004, 10/2006, 11/2010, 11/2011)

### Recordes dos Panthers
- Mais sacks: (92)
- Mais fumbles forçados: (32)
- Maior retorno de Interceptação: 97 jardas (contra o Denver Broncos em 10 de outubro de 2004)

### Recordes da NFL
- Quarto jogador com mais sacks na história da NFL: 154.5
- Empatado como terceiro maior com sacks de dois dígitos em temporadas na história da NFL: 10
- Quinto maior em número de jogos com pelo menos três sacks: 9
- Empatado em quinto como mais jogos com múltiplos sacks na história da NFL: 37
- Segundo jogador com mais fumbles forçados na história da NFL: 49
- Segundo jogador da linha defensiva com mais interceptações na história da NFL: 9
- Mais jardas depois de interceptação por um jogador de linha defensiva na história da NFL: 192 jardas
- Mais jardas de interceptação em uma única temporada por um jogador de linha defensiva na história da NFL: 143 jardas
- Maior retorno de interceptação por um jogador de linha defensiva na história da NFL: 97 m
- Mais jardas de interceptação e fumble combinados por um jogador de linha defensiva em uma única temporada desde a fusão da NFL em 1970: 203 jardas
- Empatado na segunda posição de mais interceptações retornadas para touchdown por um jogador de linha defensiva na história da NFL: 2
- Terceira maior marca de passes defendidos por um jogador de linha defensiva na história da NFL: 62
- Segunda maior marca de chutes desviados na história da NFL: 13
- Único jogador na história da NFL a registar, pelo menos, 100 sacks e 10 interceptações
- Único jogador na história da NFL com mais de 100 sacks e quatro interceptações retornadas para touchdown
- Único jogador na história da NFL a registar, pelo menos, 150 sacks e 10 interceptações
- Peppers tem três jogos na carreira com pelo menos 0,5 sack e um touchdown após interceptação, a maior marca na NFL desde que o sack se tornou uma estatística oficial em 1982

## Vida Pessoal
Em fevereiro de 2009, Peppers doou US $ 500.000 para um programa de bolsas que apoia estudantes negros na Carolina do Norte. A doação de Peppers iria para a bolsa Light on the Hill, uma homenagem aos primeiros graduados negros da Universidade da Carolina do Norte. A bolsa ajuda ex-alunos e amigos a apoiar calouros negros que demonstram o potencial de excelência acadêmica na UCN e depois de se formarem.
Em 2016, Peppers apareceu no reality show "WAGS Miami" com a noiva Claudia Sampedro.